# Rondeletia tubulosa
Rondeletia tubulosa är en måreväxtart som beskrevs av Attila L. Borhidi och M.Fernández Zeq.. Rondeletia tubulosa ingår i släktet Rondeletia och familjen måreväxter. Inga underarter finns listade i Catalogue of Life.